# Crestoni
Crestonii, potrivit lui Herodot, făceau parte din marele neam al tracilor.
Hr. Danov, istoric bulgar, spune că au locuit între cursul inferior al râului Strymon și Axios (Vardar). Se învecinau la nord-est cu bisaltii, tot de neam tracic.
Istoricul antic Apian îi alătură semințiilor din Iliria, considerați cu descendentă comună cu dardanii, moesii și partenii.